# Instagram
Az Instagram fényképek és rövid videók megosztásán alapuló amerikai közösségi hálózat. A felhasználók fényképeket és videókat tölthetnek fel, amelyeket feliratozhatnak, különböző művészi hatású effektekkel/szűrőkkel láthatnak el, beállíthatják a készítés helyét, majd ezt követően a képeket, videókat megoszthatják másokkal.
A megosztás mehet az Instagramon belül és azon kívül több különböző közösségi hálózaton (Facebook, Twitter, Flickr, Tumblr, Posterous, Foursquare), valamint e-mailben is. A felhasználók az Instagramon belül tudják követni egymást, kinyilváníthatják tetszésüket, illetve kommentálhatják a feltöltött képeket vagy videókat.
Az alkalmazást Kevin Systrom és Mike Krieger készítette 2010 októberében. A szolgáltatás nagyon hamar rendkívül népszerű lett, 2013 januárjában már több mint 100 millió felhasználóval rendelkezett. A szolgáltatás az App Store-on és a Google Play-en, valamint a Windows Phone okostelefonokon is letölthető. Eredetileg csak iPhone, iPad és iPod Touch készülékeken lehetett használni, de 2012 áprilisától az Android készülékekre, 2013 novemberében pedig Windows Phone-ra is elérhetővé vált. Arról, hogy a jövőben elérhető lesz-e BlackBerry-n  is az alkalmazás, egyelőre nincs semmilyen jövőbeni terv.
A 2013. június 20-i Instagram-frissítés után minden felhasználó maximum 1 perces videót készíthet és tehet közzé. Ezt a képekhez hasonlóan filterekkel láthatja el, valamint feliratot, helyszín-megjelölést és megosztási oldalakat adhat hozzá.

## Történet
Az Instagram 2010 októberében kezdte meg működését az Apple Inc. készülékein. Rohamos terjeszkedését és növekedését annak köszönhette, hogy nagyon sokan megkedvelték az alkalmazást egyszerűsége és a kreált fényképek egyedisége miatt. 2010 decemberében már egymillió felhasználó használta világszerte az alkalmazást, ez a szám 2011 júniusára ötmillió felhasználóra bővült. Ekkor már közel 100 millió fotó volt elérhető benne. 2012 januárjában már 15 millió felhasználó használta az Instagramot, és ekkor már közel 400 millió fotót osztottak meg. 2013-ban már 100 millió felhasználót tudhatott magának az alkalmazás. 2012. április 12-én a Facebook megvásárolta 1 milliárd dollárért, melyet készpénzben és részvényekben fizetett ki. Az eseményt Mark Zuckerberg, a Facebook alapítója egy Facebook-bejegyzésben jelentette be.

## Használat

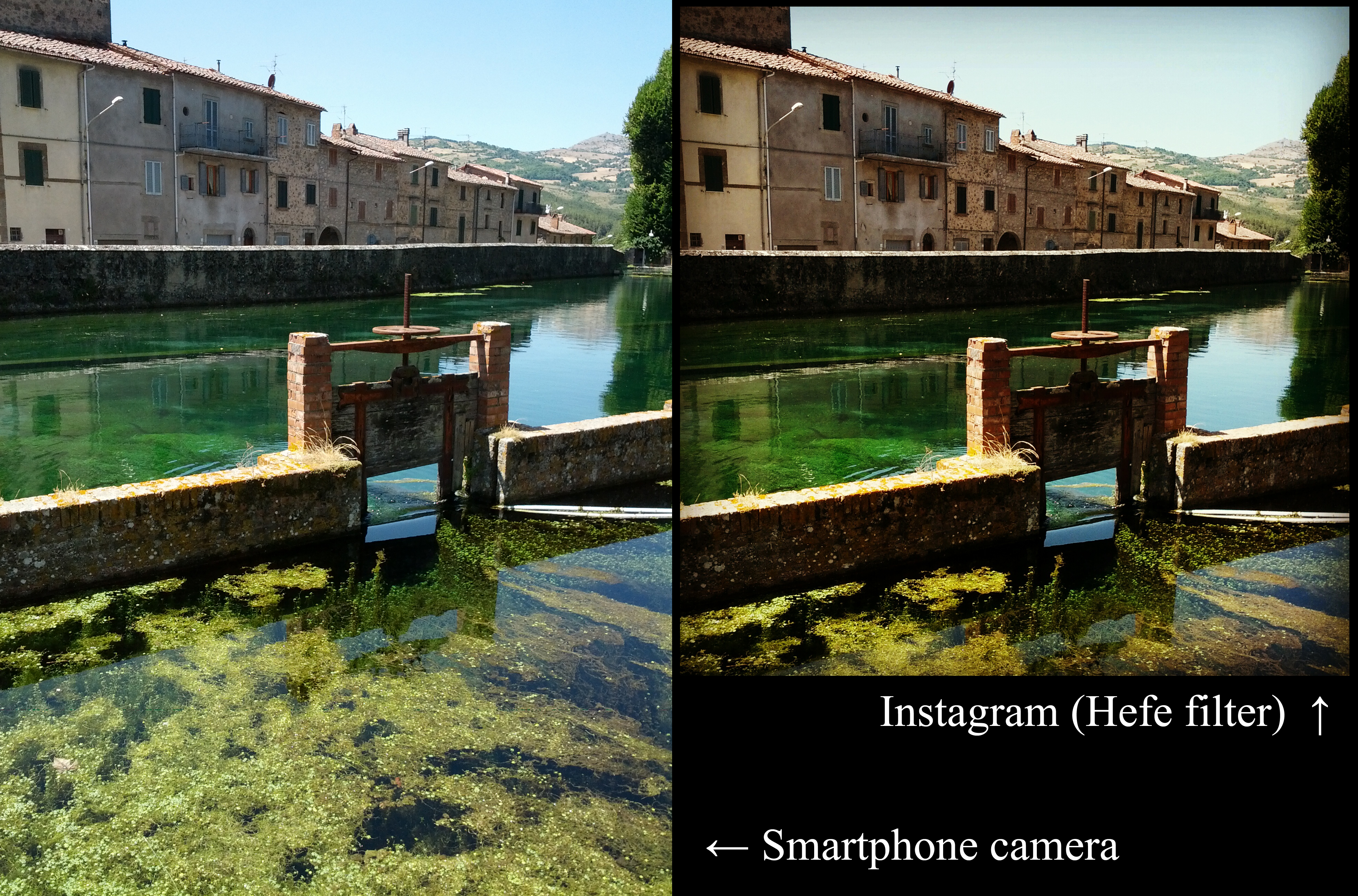
Egy kép az Instagramról (szűrő nélkül és szűrővel)

Első lépésben egy rövid regisztrációval kell kezdenünk az Instagram használatát. Ezt készülékünkről a Sign up gombra kattintva tehetjük meg. Itt csak pár alap információt kell megadnunk, úgymint az e-mail cím (Email), felhasználónév (Username), jelszó (Password), telefonszám (Phone) (opcionális), profilkép (Picture) (opcionális).

### Profil
A regisztrációt követően lépjünk be az alkalmazásba és a Profil-nál több lehetőség közül is választhatunk. A Find Friends segítségével kereshetünk a Kontaktok között (From my contact list), a Facebook barátok (Facebook friends) között, Twitter barátok (Twitter friends) és közvetlenül Instagram nevek és felhasználó nevek (Search names and usernames) között is. További lehetőségünk, hogy az Instagram ajánl (Suggested users) felhasználókat követésre. Bármely lehetőséget választjuk, a követés gombot kiválasztva tudjuk követni az adott felhasználót. Ha publikus a profilja, akkor azonnal követővé válunk, ha nem, tehát privát felhasználó, akkor az ő visszaigazolása után követhetjük.
Ugyanitt a profil fül alatt találjuk a Barátok meghívása (Invite friends) lehetőséget, amellyel barátokat, ismerősöket hívhatunk meg az Instagram használatára. Kereshetünk nevekre és felhasználónevekre (Names and usernames) és címkékre (Tags). A címkéket saját ötleteink szerint is beírhatjuk. A profil fülön megtaláljuk az összes képet, amit korábban publikáltunk (Your photos) és azokat a képeket összegyűjtve amelyeket korábban like-oltunk (Photos you’re liked). Ugyanitt módosíthatjuk profilunkat (Edit profile), módosíthatjuk a megosztási beállításokat (Edit sharing settings) továbbá megváltoztathatjuk a profilképünket (Change profile picture) és kiléphetünk az alkalmazásból (Log out). Az utolsó pontban átkapcsolhatunk privát módra (Photos are private). A publikus profilunkban (Public Profile) állíthatjuk be, hogy mely információkat osztjuk meg magunkról a többi felhasználónak. Itt a saját nevünk mellett a felhasználónevünket, honlapunkat állíthatjuk be. A privát profil (Private Profile) beállításainál adhatjuk meg e-mail címünket, a nemünket (gender), telefonszámunkat (phone) és születési dátumunkat (birthday).

### Hírek
Itt a különböző aktivitásokat tudjuk nyomon követni, mint például a kapott like-okat, követőket, hozzászólásokat, továbbá a Following (követettek) aktivitásait, likeokat, és követéseket.

### Megosztás
Ez az Instagram legfontosabb része, ezen keresztül tudjuk megosztani képeinket és itt van lehetőség különböző effektusok használatára. Itt hozzáadhatunk korábban készített képet, vagy közvetlenül a programból fotózhatunk. Ezt követően lehetőség van effektusok használatára. Továbbá lehetőségünk van tilt-shift effektus beállítására is, keretek használatára és vaku ki-be kapcsolására, azoknál a készülékeknél, ahol ez elérhető.
Az elkészített fotó után alkalmazhatjuk valamely effektust, továbbá a képhez szöveget is csatolhatunk. Az úgynevezett tagek használatára is itt van szükség, amellyel felcímkézhetjük a képünket. Így a világon bárkihez eljut képünk, nem csak azokra korlátozódik akik követnek minket. Ha bárki rákeres az adott címkére, látni fogja azokat a fotókat amelyeket ezzel felcímkéztek, így akár több tízezer kép között böngészhetünk egy címke (tag) alatt. Egy képhez legfeljebb 30 címkét szúrhatunk, ennél többet nem enged az Instagram.

### Legnépszerűbb fotó
Itt találjuk a naponta legnépszerűbb fotókat (Popular) világszerte. Ide olyan fotók kerülnek, amelyek legalább több száz, vagy több ezer like-ot kaptak.

### Adatfolyam
Itt van az Instagram adatfolyama, itt láthatók azok a fotók, amelyeket mi magunk töltünk fel és mások, azok, akiket mi követünk. Ez egy elég gyorsan változó felület, attól függően, hogy hány embert követünk, minél több ember, annál több képet láthatunk folyamatosan. Itt like-olhatjuk a képeket, hozzászólhatunk.

## Szűrők
- Amaro
- Mayfair
- Rise
- Valencia
- Hudson
- X-Pro II
- Sierra
- Willow
- Lo-fi
- Earlybird
- Sutro
- Toaster
- Brannan
- Inkwell
- Walden
- Hefe
- Nashville
- 1977
- Kelvin[5]

## Magyarországi használati szokások
2016-ban jelent meg második alkalommal a Magyar Instragram Körkép, mely a magyarországi instázók szokásait mutatja be. Minden 2. válaszadó hetente oszt meg tartalmat, leggyakrabban a 25-34 éves nők és a 35-44 éves férfiak.  A megkérdezettek többsége barátokat és külföldi hírességeket követ és minden 2. nő, illetve minden 3. férfi készít rendszeresen magáról fotót, azaz szelfit.

## Instander
Az Instander (ú.n. crackelt vagy modolt Instagram) egy kizárólag Androidra fejlesztett alkalmazás. Az eredeti Instagram-hoz hasonlóan szintén elérhető minden funkció és még számos új lehetőséget kínál a felhasználók számára. Lehetőség van a fényképek, videók (IGTV és Reels) és történetek maximum felbontásban történő letöltésére, ugyanezek jobb minőségben való feltöltésére (pl.: 1 perces történetek). Ezek mellett még olyan egyéb funkciók, hogy nincsenek hirdetések, a történetek automatikus továbblépésének kikapcsolása, belső böngésző (In-App Browser) kikapcsolása, Monet alkalmazástéma (csak Android 12 vagy újabb készülékeken), a Reels és IGTV videóknál egy külön csúszka, hogy beletekerjünk a videóba, a profilképek kinagyítása (hosszan lenyomva tartva) és letöltése, a profilok leírásának (bio), kommentek kimásolása vágólapra és mások profiljánál egy "Követ téged" vagy "Nem követ téged" felirat.
A Ghost Mode beállítások lehetőséget adnak arra, hogy másoknak ne mutassa a "Látta" szöveget az üzeneteknél ha megnézted, hogy ne mutassa az "Éppen ír..." szöveget amikor éppen gépelsz, hogy a történeteknél ne mutassa, hogy megnézted illetve, hogy ha csatlakozol egy élő adásba ne mutassa, hogy beléptél és azt sem, hogy nézed az adást.
A Developer Mode (Fejlesztői Mód) bekapcsolása lehetőséget kínál rengeteg egyéb funkció használatára. A Fejlesztői Beállításokat a kezdőlap ikon hosszan lenyomva tartásával lehet elérni.
Az alkalmazás fejlesztői folyamatosan dolgoznak az új Instander funkciók és frissítések bevezetésén, hogy személyre szabottabbá és hatékonyabbá tegyék az Instagram használatát. A testreszabási lehetőségekről és a verziófrissítésekről részletesebb információk az instander legújabb verzió oldalon találhatók. A folyamatos fejlesztések célja, hogy a felhasználók számára rugalmasabb és továbbfejlesztett, egyéni igényeikhez igazított közösségi médiaélményt nyújtsanak.
Az Instander hivatalos oldala: Instander Official Legfrissebb verzió: béta 18.0 (2023. december).
A to Z hivatalos oldala Instander Avaialble : Instander App Legfrissebb verzió: béta  ( V18.0) Frissített verzió